# Vitnäbbad arassari
Vitnäbbad arassari (Pteroglossus azara) är en fågel i familjen tukaner inom ordningen hackspettartade fåglar.

## Utseende
Vitnäbbad arassari är en liten tukan med rött bröst, mörkt band över buken och gult på bukens nedre del. Näbben är mestadels ljust gräddgul, med varierande mörka teckningar.

## Utbredning och systematik
Vitnäbbad arassari delas in i tre underarter i två grupper med följande utbredning:
- azara/flavirostris-gruppen
  - P. a. flavirostris – sydöstra Colombia till Ecuador, nordöstra Peru, södra Venezuela och nordvästra Brasilien
  - P. a. azara – västra Brasilien i Amazonområdet (mellan Rio Negro och Rio Solimões)
- P. a. mariae – östra Peru och västra Brasilien söder om Amazonfloden till norra och centrala Bolivia

## Levnadssätt
Vitnäbbad arassari hittas i låglänta skogar och skogsbryn, upp till förbergen i Anderna. Den ses vanligen i par eller smågrupper i trädkronorna, ofta sittande synligt på en exponerad trädgren eller födosökande i ett fruktbärande träd.

## Status
Arten har ett stort utbredningsområde och beståndet anses vara stabilt. Internationella naturvårdsunionen IUCN listar den därför som livskraftig (LC).